# Rete tranviaria di Toyama
La rete tranviaria urbana di Toyama (富山市内軌道線?, Toyama Shinai Kidō-sen) costituisce, assieme alla metrotranvia Toyama-kō, l'asse principale di trasporto della città, ed è gestita dalle Ferrovie Toyama Chihō, che possiedono inoltre una serie di linee ferroviarie suburbane. La rete viene chiamata treno elettrico urbano (富山市電?, Toyama Shiden) per distinguerla dalle linee suburbane della stessa società.

## Rete
La rete è costituita da un insieme di tre linee, di cui una circolare attorno al centro della città, una che unisce l'università di Toyama con la stazione di Minami-Toyama, e una di rinforzo che unisce quest'ultima alla stazione centrale, presso cui passano tutte le linee, inclusa la circolare.
Dal punto di vista formale, la linea è composta dai tronchi di seguito indicati:
- Linea principale (本線?, Hon-sen), Toyama centrale - Minami-Toyama - 3,6 km
- Linea diramazione (支線?, Shi-sen), Toyama centrale - Marunouchi - 1,0 km
- Linea Yasunoya (安野屋線?, Yasunoya-sen), Marunouchi - Yasunoya 0,6 km
- Linea Kureba (呉羽線?, Kureba-sen), Anoya - Daigaku-mae - 1,2 km
- Linea Toyama Toshin (富山都心線?, Toyama Toshin-sen), Marunouchi - Nishimachi - 0,9 km

Le linee di servizio sono invece 3:
■ Linea 1: Minami-Toyama - Toyama centrale
■ Linea 2: Minami-Toyama - Toyama centrale - Daigaku-mae
■ Linea 3 (circolare): Toyama centrale -> Marunouchi -> Ōte Mall -> Aramachi -> Toyama centrale (monodirezionale)
La sezione fra la stazione centrale e Aramachi è percorsa da tutte e tre le linee e quindi possiede la frequenza più elevata, un passaggio ogni 5 minuti circa. Sulle linee singole la frequenza è di un tram ogni 10 minuti circa.

### Servizi diretti sulla linea Kamidaki
Nel maggio 2008, l'allora sindaco di Toyama Mori Masashi ha proposto un progetto per far proseguire i tram come metrotranvia lungo la linea Kamidaki delle Ferrovie Toyama Chihō.

### Collegamento con la metrotranvia Toyama-kō
La metrotranvia di Toyama ha portato, nel 2006, il capolinea della linea Toyama-kō sul piazzale dell'uscita nord della stazione di Toyama, rappresentando la realizzazione di una nuova linea tranviaria dopo diversi decenni. Nel 2015, l'apertura dello Hokuriku Shinkansen fino alla stazione di Toyama comporterà diverse modifiche nella zona attorno alla stazione. Il progetto approvato comporta la prosecuzione della linea sotto il viadotto ferroviario della stazione di Toyama, e l'unione delle linee della metrotranvia Toyama-kō (Portram) e delle linee urbane (Centram). L'esecuzione dei lavori è prevista per essere portata a termine per il 2018.

### Estensione nel campus dell'università di Toyama
Il 26 gennaio 2012 l'università di Toyama, situata sul capolinea occidentale della rete, ha richiesto l'estensione dei binari fino alla facoltà di ingegneria. La società esercente del tram ha tuttavia riferito che non è presente alcuna intenzione di finanziamento proprio per l'opera, e questo renderà difficile la realizzazione dell'estensione.

## Materiale rotabile
La rete tranviaria di Toyama dispone di materiale eterogeneo:
- Serie 7000: 12 unità
- Serie 8000: 5 unità
- Serie 9000 Centram: 3 unità possedute dalla città di Toyama
- Serie T100 Suntram: 2 unità

## Bigliettazione
La tariffa del tram di Toyama è piatta, ossia è fissa a 200 yen qualunque sia la distanza percorsa.